# Buathra strigosa
Buathra strigosa là một loài tò vò trong họ Ichneumonidae.